# Топлица (река в Поморавието)
Вижте пояснителната страница за други значения на Топлица.
Топлица е река в Поморавието, най-големия ляв приток на Южна Морава.
Изворът ѝ е в планината Копалник - под Панчичев връх от източната му страна. Дължината ѝ е 130 км. Влива се в Българска Морава при Долевац, Нишавски окръг.
В горното си течение е с дължина около 50 км и протича през тясна клисура, поради което се нарича Тесна Топлица. След Куршумлия реката навлиза в Топлишката котловина /Равна Топлица/, а край Прокупле преминава през Хисарското ждрело или Хисарската теснина, след което преди да се влее в Морава протича през Добричкото поле.
Водосборния басейн на Топлица е 2180 km². Средния дебит на реката е 14 m³/сек., който е твърде колеблив през различните сезони. Покрай най-големия ѝ десен приток Косаница минава железопътната линия свързваща Ниш с Косово. По долината на Топлица и Косаница е минавал още от римско време римския път от Скопие за Ниш през Липлян.
По време на Първата световна война (1915 - 1918) районът на Топлица е под българска власт. Сръбските политически и военни власти резидиращи по това време в Солун се опитват да компрометират българския характер и власт в Моравската военно-инспекционна област, разчитайки на провокации сред черногорските заселници след 1878 година в района на Топлица. Начинанието придобило название в казионната марксическа историография като Топличко въстание търпи пълен провал.